# ウィリアム・ペティ
サー・ウィリアム・ペティ（英: Sir William Petty, FRS, 1623年5月26日 - 1687年12月16日）は、清教徒革命（イングランド内戦）から王政復古期にかけてのイングランドの医師、測量家、経済学者。
労働価値説を初めて唱え、政治算術派の先駆となったことから、古典派経済学と統計学の始祖ともいわれる。オックスフォード大学の解剖学教授やアイルランドの軍医総監などをつとめた。子孫はホイッグ党と自由党の名門ランズダウン侯爵家として現在も続いている。

## 経歴

### 水夫、外国留学、海軍勤務

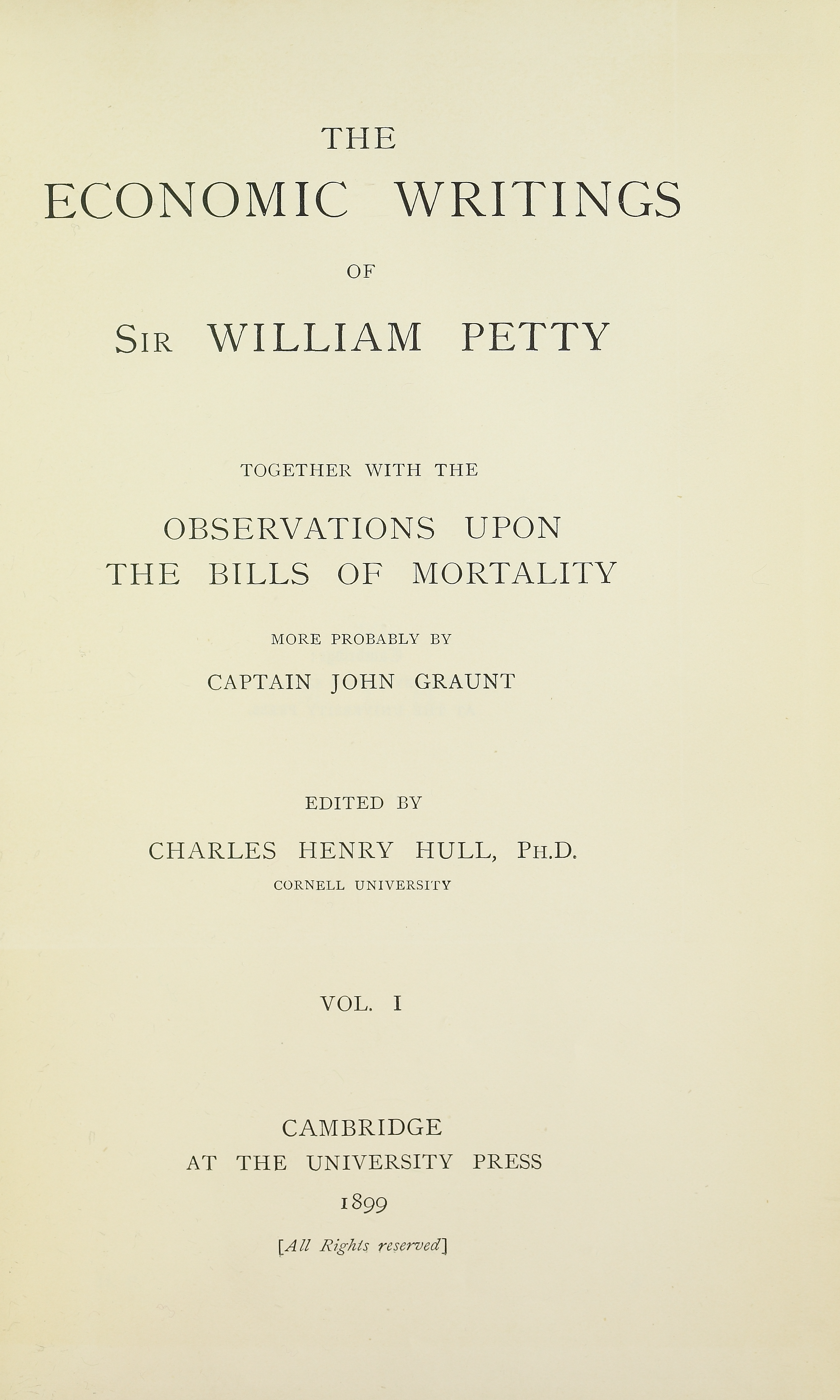
Economic writings, 1899

1623年、ハンプシャー・ロムジーで織元の第3子として生まれ、上の兄姉が早くに亡くなったため、事実上の長男として育つ。早熟でグラマースクールに通いながらラテン語・ギリシャ語を学び取り、職人たちの仕事を見つめる日々を過ごしたという。
1637年、14歳の時イングランド商船の水夫となったが、10ヶ月間の航海の後、足をくじいたのをきっかけにフランスのノルマンディー・カーンへ置き去りにされた。しかしカーンにあるイエズス会のカレッジで学芸（リベラル・アーツ）を学び、1640年頃にイングランドに帰国。1643年にオランダへ渡航するまでイングランド王の海軍で勤務した。この間1642年に国王チャールズ1世と長期議会が全面衝突して第一次イングランド内戦が始まり、地元ハンプシャーでも近郊で王党派・議会派の小競り合いが起こり予断を許さない状況だったが、ペティは内戦をよそにオランダへ渡り、1646年に内戦が終結するまでイングランドへ戻らなかった。

### 大学で知的交流を深め、医者になる
オランダではユトレヒト・ライデン・アムステルダムで医学を研究、1644年に海軍で稼いだ金を学費にしてライデン大学の医学部に入学。ライデン大学でフランシスクス・シルヴィウス教授から、解剖学と医化学を学んだと推測される。次いでアムステルダム大学のジョン・ペル教授に代数学を学ぶと共に、ペルの助手として働き、当時ロンゴモンタヌスとの間でペルが論争をしていた円積法の問題について、ペルの駁論をルネ・デカルトらヨーロッパ各地の学者に送った。
1645年11月頃にオランダを離れ、フランスのパリに移る。ペルの紹介状によりトマス・ホッブズの知己を得て、その縁によりマラン・メルセンヌを中心とする自然科学研究サークルに参加。メルセンヌ、ホッブズ、デカルト、ジル・ド・ロベルヴァル、クロード・ミドルジュらサークルに集った当代フランスにおける著名な科学者・知識人と交流した。ホッブズとは光学や解剖学の分野で協働し、数学的論証を重視する姿勢に大きな影響を受けた。
1646年、帰国してロムジーに戻り、留学中の1644年に父が亡くなっていたため織元を継ぐも、発明品（複写器）の販売のためロンドンに居を移す。販売は失敗に終わったが、フランシス・ベーコンの学徒らと交わり、王立協会の前身の1つでサミュエル・ハートリブを中心とするロンドン理学協会（ロバート・ボイルが不可視の学院と呼んでいたサークル）に参加。ベーコンの経験論的な実験方法に強い影響を受ける。また、この時期に親友ジョン・グラントと知り合ったと考えられている。
やがて1648年から1649年にかけてサークルの一部の人々がオックスフォード大学へ移ると、ペティも医学博士の学位を得るため後を追い大学へ移った。オックスフォード大学は第一次イングランド内戦で王党派の拠点と化していたが、内戦は王党派の敗北で終結、勝利したトーマス・フェアファクスが率いる議会派のニューモデル軍が大学へ入り込んで、1647年から1651年まで王党派教職員を罷免して議会派へ挿げ替える人事異動を中心とする改組が行われた。ペティが大学へ移住したのは第二次イングランド内戦の時期でもあった大学改組の最中で、彼が宗教に寛容だったことと、グラントとオックスフォード駐留軍の司令官であったグラントの義弟トーマス・ケルシーらと親しいことが有利に作用、ケルシーの強い推薦もありオックスフォード大学に迎えられた。
大学では1649年3月に医学博士の学位を取得、1651年1月に解剖学講座の教授となった。さらにブレーズノーズ・カレッジの副学長となり、グラントの斡旋によりグレシャム・カレッジの音楽教授となった。殺人の疑いで絞首刑に処せられた少女アン・グリーンの蘇生に成功するなど、ペティの解剖学者・医者としての名声は高く、オックスフォードにおける理学協会の集会も当初ペティの宿舎で行われた。

### アイルランドへ移住、測量を実施
1652年9月、イングランド共和国によるアイルランド派遣軍の軍医総監として渡海、以後7年間アイルランドで活動することになった。前年秋にアイルランド総督ヘンリー・アイアトンの侍医に任命されていたが、アイアトンが急死して後任のアイルランド総督チャールズ・フリートウッド将軍の侍医となり、12月の軍医総監任命を経てオックスフォード大学を去り、クロムウェルのアイルランド侵略でアイルランド同盟戦争が鎮圧され騒然としていたアイルランドに渡る。ここで1653年8月から行われていた測量総監ベンジャミン・ウォースリーの測量実施方法を批判し、1654年9月に自らの指揮による測量を提案。この提案が採用され、1655年2月よりペティによる科学的な測量（ダウン・サーヴェイ）が実施された。
ペティがアイルランドに渡った理由は、後に本人が回想録でアイルランドの土地測量と関連付けて著述、それらをまとめれば社会的名声と学問的な動機、すなわち土地測量という困難に挑むことで自然科学者としての自らの実験的方法を社会問題的領域へと拡大、知識も体系的に発展させようとしたと読み取れる。またこの時期にアイルランドの支配体制を巡る対立が存在、軍の将校が信者になっていたバプテストら急進派と地方の協力を求める穏健派の対立が測量にもおよび、ウォースリーは前者、ペティは後者と見られていたため測量の交代は穏健派の意向があった。
バプテストはフリートウッドの信任を背景にアイルランドのカトリック住民を西のコノートへ強制移住、土地収奪を進めようとした。ペティはこれに反対してアイルランド地主のヴィンセント・グッキンと共著で『コノートへの移住に反対する論考』というパンフレットを書いた。現在このパンフレットは残されていないが、グッキンがバプテストの過激なイデオロギーから手掛ける移住政策に反対する主張をペティは1672年に作成した『アイルランドの政治的解剖』に反映させたことから、当時ニュー・イングリッシュと呼ばれていたプロテスタントの人々の中でも穏健派のオールド・プロテスタントに属していたと考えられている。
没収された叛徒の土地は測量結果により派遣軍に出資・参加した各階層に分配され、ペティは1656年5月に没収地分配委員会の責任者に任命された。アイルランドの穏健派と結びついた護国卿オリバー・クロムウェルの意向でフリートウッドはイングランドへ召還、クロムウェルの息子ヘンリー・クロムウェルが穏健派と協力してバプテストら急進派も排除していく中、ペティは兵士に与えられた給与債務証書を買い集め、ケリー県及びその他地域で広大な土地の領主となる。さらに1657年にフリートウッドとアイルランド総督を交代したヘンリーの秘書となり、クロムウェル父子と親しいアイルランド貴族でボイルの兄でもあるブロッグヒル男爵ロジャー・ボイル、アイルランドの聖職者エドワード・ワースと共にヘンリーを支える役割も担うことになり、クロムウェル家の庇護の下、イングランド西部コーンウォールのウェスト・ルー選出の庶民院議員ともなった。しかし、クロムウェル死後の共和国末期にアイルランドでの不正行為を告発され、すべての公職から追放されロンドンに戻った。1659年3月に召喚された第三議会で審問に対して弁明したが、4月22日に議会解散となったため追及はなかった。

### 王政復古後の活動
王政復古以後チャールズ2世の庇護を受け、1661年4月ナイトに叙任。さらに共和国時代に得たアイルランドの領地も再度国王から授与された。社会的地位と領土を回復したこの時期に、ペティの学者としての名声は最も大きなものとなる。自然科学分野では、不可視の学院の後身である王立協会のフェローとなり、力学や船舶の建造など幅広い分野での報告を提出。1673年には副会長に選出。1684年のダブリン理学協会（後のダブリン王立協会）の創立に尽力し、会長に選ばれた。
この時期のペティはサミュエル・ピープスの日記にしばしば登場しており、科学好きで王立協会に出入りしているピープスと話す場面や協会での出来事が書かれている。1664年2月1日に協会を訪問したチャールズ2世から「空気の重さを測ることにばかり時間を費やしている」と笑われたことに困惑した場面、1665年4月12日にロバート・フックが立ち上げたフランス製チャリオットの改善委員会に所属、1667年5月に世間に注目されていたマーガレット・キャヴェンディッシュを一目見ようと、ピープスと共に馬車へ乗って見物に出かけたことなどが記録されている。また、新型船建造に熱心で船底を2つに設計した双底船ダブルボトム（別名スルースボトム）と言う船を作り、1663年7月に国王の船と競争して勝ったことが書かれ、海軍官僚として関心があったピープスから日記でこの船について言及され、ペティは彼と盛んに論じていた。だが10月の処女航海で船員たちが乗船を嫌がりなかなか双底船へ乗らずに揉めたこと、無事航海を終えて1664年12月22日の進水式、翌1665年2月の祝賀会を経て3月から双底船は航海を始めたが、やがて嵐で船員もろとも行方不明になったことは初航海のトラブルと合わせて風刺の対象にされた。この後ペティは双底船再建を計画したが、1684年12月16日の試験航海の失敗で挫折してからは再建されなかった。
経済学分野における主要な著作は全て王政復古期に書かれている。1662年の初めにペティとの協働とされるグラントの著作『死亡表に関する自然的および政治的諸観察』が出版され、さらに同年4月頃ペティによって財政論『租税貢納論』が匿名で出版された。1665年に戦時財政論『賢者には一言をもって足る』が執筆され、ペティの死後1691年に『アイルランドの政治的解剖』の付録として出版された。第三次英蘭戦争によってイギリスが苦しい状況に追い込まれていた1670年代前半には、英・仏・蘭の国力を数量的に比較した『政治算術』、アイルランドの政治構造を分析した『アイルランドの政治的解剖』を執筆。それぞれペティの死後、1690年に『政治算術』、1691年に『アイルランドの政治的解剖』が出版された。1682年、貨幣の改鋳問題を扱った『貨幣小論』が出版。1683年に『ダブリンの死亡表に関する諸観察』、1687年に『アイルランド論』が出版された。
1666年から領地経営にあたるためアイルランドに赴いている。ペティは著作に述べられているアイルランド開発計画を自らの領土で実践し、ピューリタンのイングランド人をアイルランドに入植させ、製鉄業や製材業といった産業を創設し、橋梁の建設や私鋳貨幣の鋳造など植民地運営に必要な政策をとった。その経験によって得られた諸観察によって、研究を発展させていったのである。
ただし領地経営はイングランドの横槍で苦労させられ、1663年の航海条例制定と1667年の畜牛法制定でアイルランドが外国貿易や畜牛のイングランド輸出を禁止され、アイルランド経済が窮地に立たされると、自領の収益も不安定になるためイングランドの方針を批判しだした。アイルランドに住むイングランド人が同国人から差別される不条理にも怒り、アイルランド・スコットランド・イングランドの合同を提案、アイルランド議会とイングランド議会の合同による政治的安定、アイルランド人とイングランド人の互いの移植による同化（変種）、ひいては植民地にもイングランドとの議会合同と変種を適用、それぞれが一体化された強大な国家誕生を亡くなるまで主張し続けた。
1685年にロンドンに戻り、1687年12月に64歳で死去。

## 子女
1667年にエリザベス・ウォラーと結婚、2男1女が成長した。
- チャールズ（1673年 - 1696年） - シェルバーン男爵
- ヘンリー（1675年 - 1751年） - シェルバーン伯爵
- アン（? - 1737年） - 初代ケリー伯爵トマス・フィッツモーリスと結婚

ペティ死後の1688年に妻のエリザベスがシェルバーン男爵夫人に叙せられ、長男のチャールズ・ペティがシェルバーン男爵となる。1696年にチャールズは早死にするが、1699年に末弟のヘンリー・ペティが爵位を継ぎ、1719年にウィリアム・ペティの業績によりダンケロン子爵とシェルバーン伯爵の爵位に叙せられた。1751年にヘンリーが死去すると、領地は甥のジョン・フィッツモーリス（ウィリアム・ペティの娘アン・ペティとケリー伯爵トマス・フィッツモーリスの間に生まれた第2子）に引き継がれ、ペティ姓に改めたジョンはダンケロン男爵とフィッツモーリス子爵に叙せられた。また1753年にシェルバーン伯爵となった。
1761年にジョンの息子でウィリアム・ペティと同姓同名の曾孫に当たる第2代シェルバーン伯爵ウィリアム・ペティがシェルバーン伯爵の爵位を継ぎ、1784年にランズダウン侯爵に叙せられ、以降はランズダウン侯爵として家名を現在まで残している。ランズダウンの爵位はウィリアム・ペティがアイルランドで実施した測量（Down Survey）に由来し、土地（Lands）を地図に書き記した（Laid Down）ことから名づけられた。

## 主な著作
- 『租税貢納論』1662年
邦訳版　大内兵衛 松川七郎訳、岩波書店、1952年
- 『政治算術』1671年-1676年頃執筆（1690年初版）
邦訳版　大内兵衛 松川七郎訳、岩波書店、1955年
- 『アイルランドの政治的解剖』1671年-1676年頃執筆（1692年初版）
邦訳版『アイァランドの政治的解剖』 松川七郎訳、岩波書店、1951年
- 『貨幣小論』1682年初版
邦訳「ペティの『貨幣小論』（1695年）」 松川七郎訳（久留間鮫造教授還暦記念論文集『経済学の諸問題』、1957年）
- 『ダブリンの死亡表に関する諸観察』1683年初版
- 『アイルランド論』1687年初版

## 業績
ペティは、古典派経済学の研究法や、要となる多くの概念を生み出した。ペティが余剰という概念をとりいれたことにより古典派経済学が誕生した。
経済学にはじめて経験的、統計的な研究法を取り入れた。経済活動に規則性、存続性をもたらす法則を明らかにしようとしたのだ。
また余剰こそ経済成長の要だと考えた。ペティにとって生産とは、余剰を生み出すための過程であり、社会が必要とする以上の産出を生み、投入を再構築するものと考えた。
ペティは財の「自然価格」と「市場価格」を区別した。

### ペティの法則
ペティの法則についてはペティ＝クラークの法則を参照。

### 公共事業
ペティは貧民救助や病院経営など社会政策経費と福祉費の増額を提唱し、貧民対策として公共土木事業に労働者を投入すべきことを提言した。租税貢納論では著名なピラミッドの寓喩を用い「かりにソールズベリ高原に無用なピラミッドを建設しようが、ストーンヘンジの石をタワーヒルにもってこようが、その他これに類することをしても」公共事業に労働力を投入することは有用であるとして公共事業の経済的・社会的効果を提唱した。労働価値説を唱えた最初期の人物であり、後のマルクス経済学の雛形をうかがうことが出来る。